# VI Festival de Antofagasta
La VI versión del Festival de Antofagasta se realizó los días 14, 15 y 16 de febrero de 2014 en los sitios cero y uno del puerto de la ciudad de Antofagasta en Chile. El evento es desarrollado por la Municipalidad de Antofagasta a través de la Corporación Cultural y bajo la productora New Sunset. Además fue transmitido íntegramente por Televisión Nacional de Chile.

## Desarrollo

### Día 1 (Viernes 14 de febrero)
- Juanes
- El Pampero (humorista)
- Jorge González (invitados Gonzalo Yáñez y Pedropiedra)

### Día 2 (Sábado 15 de febrero)
- Nene Malo
- Centella (humorista)
- José Luis Rodríguez
- Ráfaga

### Día 3 (Domingo 16 de febrero)
- Álex Ubago
- Los Fantásticos del Humor (dúo humorístico)
- Juana Fe (invitados Anita Tijoux y Nano Stern)